# ほていや

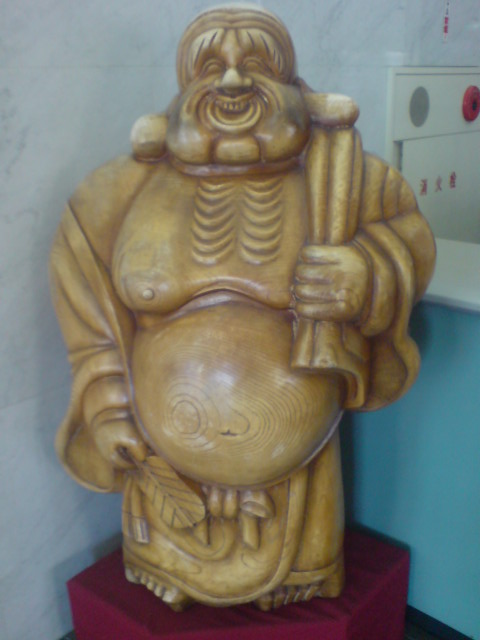
同社に飾られる布袋の立像

株式会社ほていや（英: HOTEIYA Corp.）は、愛知県名古屋市に本社を持つ呉服・宝石の専門店、旅行代理店、保険代理店業を運営する企業である。

## 沿革
- 1962年（昭和37年）  - 呉服の仕立加工を目的に「ほていや」の関連会社として（株）ほてい産業を設立。のちに定款を変更し、和裁学院の経営、貸衣装の営業を目的に加える
- 1975年（昭和50年） - 呉服販売を開始
- 1976年（昭和51年） - （株）ほていやに社名を変更
- 1977年（昭和52年） - 呉服仕立加工および学院経営を分離、（株）東亜として独立させ、呉服販売を主たる業務とする
- 1978年（昭和53年） - 不動産管理部門を分離独立、（株）アイ美とする
- 1988年（昭和63年） - 旅行代理店業に進出。リバティ・ツアーズを設立する
- 1989年（平成元年） - 宝石・毛皮の販売に進出（商号　サエラ）
- 1993年（平成5年） - 関連会社3社を合併
- 1999年（平成11年） - サエラより、ブリアンサエラへ商号変更
- 2014年（平成26年） - 名古屋市東区泉より現在地に本社移転

## 店舗
※ 2020年（令和2年）5月時点
呉服専門店
- ほていや ： 37店舗（愛知15、三重7、岐阜3、静岡2、長野4、石川3、滋賀1、山梨1、福井1）

宝石専門店
- ブリアンサエラ ： 16店舗（愛知9、静岡3、岐阜2、三重1、神奈川1）

旅行代理店
- リバティ・ツアーズ ： 本社営業部

保険代理店業
- アドホック　：　本社営業部

## 和裁訓練校
- 東亜和裁 ： 7校（関連会社運営）

## 補足
ほていやの商号について
1988年（昭和63年）に逝去した初代社長は、総合GMS企業であるユニーの前身の一つで、1950年（昭和25年）に元来呉服店だった「ほていや」の設立時において、猪飼呉服店から合流した創業メンバーの一人であり、同社に勤める取締役であった。しかし、セルフ販売の取り入れと、食品スーパー業界に進出するなどの経営方針に疑問を抱き、同社の役員を1960年（昭和35年）4月に一旦辞任。その後、同社の生産部門として、「ほてい産業」を設立し、社長に就任。同社が出す呉服の仕立て加工などを行っていた。子息も入社したのち役員を経て、1978年（昭和53年）ユニーを退社している。
ユニー（元ほていや）の呉服部門が1974年（昭和49年）、さが美に移管されたことを機に、不要となった“ほていや”の商号とロゴタイプ、布袋の図案をユニーから有償で買い取り、念願の呉服店頭販売に進出。呉服のほていやを復活させた。
このような経緯もあり、長らくユニーのショッピングセンター（SC）には一切出店しなかったが、その後は出店した店舗も存在している。
- ブリアンサエラ
  - アピタ岡崎北店
  - アピタ安城南店
  - プレ葉ウォーク浜北店（2024年(令和6年)7月26日開店[2]）
  - （閉店済）ヴェルサウォーク西尾店（2019年5月19日閉店[3]）
- ほていや
  - リーフウォーク稲沢店（2015年(平成27年)9月11日開店[4]）
  - アピタ知立店（2020年(令和2年)3月6日開店[5]）

## 参考・その他
1962年（昭和37年）の創業時、同時設立された兄弟会社に「ほてい物産」（店舗建築請負）があり、ほてい産業と同じ1976年（昭和51年）に社名を変更し、「昌和物産（現・（株）高速中京営業部）」（包装資材販売、みよし市）となった。同社の呉服関係では呉服用の陳列什器などを扱っていた。
また、同時期に設立され、名古屋市西区に本社がある、株式会社ホテーフーヅ（麺類のファーストフードチェーン）は1965年（昭和40年）に現社名に変更するが、両社に関係は無い。しかしながら、ホテーフーヅは1967年（昭和42年）、ユニーの前身のひとつ、西川屋の名港店からファーストフード店を初出店した縁から多くのユニーのショッピングセンターに出店しており、旧ほていや店舗を通じて社名のみ一致した縁がある。
その他、ほていや百貨店（上田市の元GMS、発祥は呉服店）、ホテイフーズコーポレーション（静岡市、缶詰製造）などがあるが、社名のみの一致で縁はない。